# Instituto Superior de Ciências Sociais e Políticas
O Instituto Superior de Ciências Sociais e Políticas (ISCSP) MHIP é uma universidade pública portuguesa, unidade orgânica da Universidade de Lisboa (ULisboa), fundado a 18 de janeiro de 1906, sob a atual denominação desde 1976.
O ISCSP tem por fim a formação humana, cultural, científica e técnica, a realização de investigação fundamental e aplicada, a prestação de serviços à comunidade e o intercâmbio no âmbito das Ciências Sociais e Políticas.

## História

### A Escola Superior Colonial
Por decreto, de 18 de Janeiro de 1906, oriundo do Ministério da Marinha e do Ultramar, é «estabelecida na Sociedade de Geografia de Lisboa, ficando a cargo da mesma Sociedade e sob a inspeção superior do Governo, uma Escola Colonial, destina especialmente a dar instrução aos que se dediquem ao funcionalismo das nossas possessões ultramarinas.»
Em 4 de Outubro de 1906 é publicado o decreto que aprova o regulamento provisório da Escola Superior Colonial e em 13 de Novembro do mesmo ano a portaria que aprova os seus programas provisórios.

### Os objectivos
Recrutados numa fase inicial para o quadro administrativo, que encabeçava e enquadrava os diferentes níveis da administração territorial, os diplomados pela escola passaram, pouco a pouco, a assumir funções administrativas e técnicas nos diferentes serviços que foram sendo progressivamente criados, ao longo dos anos, no decurso do processo de desenvolvimento e transformação da organização política e administrativa dos então denominados territórios ultramarinos.

### A evolução
O nome da escola foi sofrendo alterações em harmonia com a evolução das ideias sobre a política ultramarina e a mudança no plano de estudos. O "Curso Colonial" inicial teve o seu plano de estudos alterado em 1919 e passou a designar-se como "Curso Geral Colonial", expressamente definido como curso superior. 
Inicialmente, a designação que conheceu foi a de Escola Colonial. Em 1927, passou a designar-se Escola Superior Colonial (ESC). O Curso Colonial foi substituído, em 1946, pelos cursos de "Administração Colonial" e de "Altos Estudos Coloniais". Em 1954, a ESC recebe o novo nome de Instituto Superior de Estudos Ultramarinos (ISEU).

### A integração na Universidade Técnica de Lisboa
Em 1961, o ISEU passa a integrar a Universidade Técnica de Lisboa. O seu objectivo permaneceu incólume a estas mudanças, e a sua missão continuava a ser a mesma: ministrar o ensino superior das Ciências Ultramarinas, preparando quadros para a administração ultramarina, e cultivar a investigação dos problemas científicos ligados à valorização dos territórios de além-mar, ao seu povoamento e ao estudo das populações ultramarinas e suas línguas.
Em 1961, o elenco de disciplinas foi revisto e os cursos passaram a designar-se "Curso de Administração Ultramarina" e "Curso Complementar de Estudos Ultramarinos".
Em 1962, o ISEU passou a designar-se Instituto Superior de Ciências Sociais e Política Ultramarina (ISCSPU) e, ao longo dos anos de 1960, foi incluindo nos seus curricula, progressivamente ampliados, novos Cursos intimamente ligados à Sociologia e à Antropologia – tornando-se, deste modo, na primeira instituição que, em Portugal, se dedica ao ensino e investigação destas ciências.
Em 1972 foram criados os bacharelatos em Economia e em "Ciências do Trabalho", bem como a licenciatura em "Ciências Sociais".

### O pós-25 de Abril
Com a mudança de regime político, após o 25 de Abril de 1974, a Escola, tal como sucedeu com outras instituições universitárias, passou por um período conturbado. O então Ministro da Educação decidiu pôr um ponto final na convulsão instalada. Em Dezembro de 1976 encerrava para reestruturação o já então designado Instituto Superior de Ciências Sociais e Políticas (ISCSP).
No ano lectivo de 1977-1978, o ISCSP retoma o normal funcionamento das aulas com a licenciatura em Ciências Político-Sociais que, provisoriamente, substituiu o antigo plano de estudos. Em 1980, por Decreto de 17 de Maio, são criadas as licenciaturas em Gestão e Administração Pública, Comunicação Social, Antropologia e Serviço Social – mais tarde designada Política Social e retomando a designação original após a adequação feita ao abrigo do Processo de Bolonha. Durante o decénio de 1980 foram incluídas no plano de estudos do Instituto as licenciaturas em Relações Internacionais  e Sociologia do Trabalho, sendo que no final do decénio de 1990 foi criada a licenciatura em Ciência Política.

### A integração na Universidade de Lisboa
Em 2013, foi integrado na nova Universidade de Lisboa (ULisboa), em resultado da fusão da Universidade de Lisboa (UL) com a Universidade Técnica de Lisboa (UTL).
A 19 de Janeiro de 2016 foi feito Membro-Honorário da Ordem da Instrução Pública.

## Organização e administração
O ISCSP-ULisboa como uma das Escolas da Universidade de Lisboa dispõe de estatutos e de órgãos de governo e de gestão próprios, nos termos do Regime Jurídico das Instituições de Ensino Superior e dos Estatutos da Universidade.

### Orgãos da Escola
Os órgãos de gestão do ISCSP-ULisboa são: 
- O Conselho de Escola
- O Presidente
- O Conselho Científico
- O Conselho Pedagógico
- O Conselho de Gestão

A constituição e eleição dos representantes dos vários órgãos é feita de acordo com as diretrizes estabelecidas pelos Estatutos do ISCSP-ULisboa e publicadas em Diário da República.

### Unidades de Coordenação Científica e Pedagógica
Em todos os cursos de todos os ciclos de ensino há uma unidade de coordenação pedagógica e científica.
As unidades de coordenação científica e pedagógica do ISCSP-ULisboa são:
- Administração Pública
- Administração Pública e Políticas do Território
- Antropologia
- Ciência Política
- Ciências da Comunicação/Comunicação Social
- Estratégia/Estudos Estratégicos
- Estudos Africanos
- Gestão de Recursos Humanos
- Relações Internacionais
- Serviço Social/Política Social
- Sociologia

Integram as unidades de coordenação os docentes de todas as categorias com atividade nas unidades curriculares nelas compreendidas.
Cada unidade de coordenação é dirigida por Coordenador são designado pelo Presidente do ISCSP-ULisboa, ouvido o Conselho Científico.

### Presidentes do ISCSP-ULisboa
- 1906-1909: Francisco Joaquim Ferreira do Amaral
- 1909-1910: Zófimo José Consiglieri Pedroso Gomes da Silva
- 1910-1912: Bernardino Luís Machado Guimarães
- 1913-1921: Anselmo Braamcamp Freire
- 1921-1925: Vicente Maria de Moura Coutinho de Almeida d'Eça
- 1925-1926: Tomás António Garcia Rosado
- 1927-1928: Pedro José da Cunha
- 1928-1940: José Capelo Franco Frazão, 1.º Conde de Penha Garcia
- 1946-1958: António Augusto Esteves Mendes Correia
- 1958-1969: Adriano José Alves Moreira
- 1969-1974: Vasco Fortuna
- 1981-2005: Óscar Soares Barata
- 2005-2012: João Abreu de Faria Bilhim
- 2012-2020: Manuel Meirinho Martins
- 2020-presente: Ricardo Ramos Pinto[5]

## Ensino
A oferta formativa do ISCSP-ULisboa inclui dez curso de licenciatura, dezaseis cursos de mestrado e nove cursos de doutoramento, todos adequados a Bolonha, respetivamente como 1.º, 2.º e 3.º ciclos.

## Localização e instalações
O ISCSP-ULisboa está instalado em edifício próprio no Pólo Universitário do Alto da Ajuda da Universidade de Lisboa, dispondo de inúmeros espaços e equipamentos. No que diz respeito a espaços lectivos, o ISCSP-ULisboa possui um total de 40 salas de aulas, das quais 5 são anfiteatros, distribuídas por 4 pisos. Todas as salas estão equipadas com retro-projetor, projetor multimédia e computador, dispondo de capacidade de projecção a partir de vídeo ou computador.
O Instituto dispõe de uma biblioteca geral com uma área de 2.029 m², com capacidade para 194 utentes simultâneos, bem como 4 salas de convívio e 3 salas de estudo de dimensão e capacidade variável a funcionar. Estas salas também estão preparadas para receber alunos que possam sofrer de incapacidades motoras.
O seu horário de funcionamento atual é o seguinte: Segunda a Sexta-Feira das 07:30h às 22:45h. Abre também aos Sábados,entre as 08:00h e as 14:00h.
O edifício dispõe ainda de Papelaria, Reprografia, Cantina/Bar e um ATM operado pelo banco público. A totalidade das instalações oferece acessibilidades para alunos com incapacidades motoras.